# Christian Martin Halangk
Christian Martin Halangk (* 1. Januar 1977 in Castrop-Rauxel) ist ein deutscher Comedian, Kabarettist und Musiker. Er tritt als C.Heiland auf.

## Leben und Werdegang
Halangk wuchs im Ruhrgebiet auf. Nach seinem Abitur 1998 am Theodor-Heuss-Gymnasium Waltrop studierte er Psychologie und Rehabilitationspädagogik an der Universität Dortmund sowie der Humboldt-Universität zu Berlin. Bereits während seines Studiums arbeitete er auf Empfehlung eines Universitätsprofessors als Resozialisierer im Maßregelvollzug der LWL-Klinik Dortmund mit psychisch kranken Straftätern. Diese Tätigkeit behielt er auch nach Beendigung seines Studiums bei, bevor er sich hauptberuflich seiner Bühnenarbeit widmete.
2014 erarbeitete er unter dem Künstlernamen C.Heiland sein erstes Comedy-Soloprogramm „Scheiße, ist das schön!“, welches kurz darauf in „Ich bin in der Brigitte“ umbenannt wurde. Da er bereits seit seiner Jugend in vielen Bands gesungen hatte und kompositorisch tätig gewesen war, legte er den Fokus 2017 in seinem zweiten Programm „Der Mann mit dem Schatten“ auf das Musikalische. Dabei rückte das Omnichord in den Mittelpunkt, ein japanisches Elektroinstrument aus den 1980er Jahren. 
C.Heiland trägt auf der Bühne eine auffallende palmenbesetzte Bomberjacke, die genau wie das Omnichord zu seinem Markenzeichen geworden ist. Er bedient mittlerweile auch viele Elemente der Stand-up-Comedy und des anarchistischen Kabaretts. Im April 2024 hatte sein neues Bühnenprogramm „Wahre Schönheit kommt von außen“ Premiere im BKA-Theater. Es ist das vierte abendfüllende Programm C.Heilands.
Er ist Stammgast in Comedy-Formaten wie dem Quatsch Comedy Club, NightWash und der Komischen Nacht. Auch in Fernseh- und Radiosendungen war er zu sehen und zu hören, unter anderem bei Nuhr im Ersten, den Mitternachtsspitzen, dem WDR 5 Kabarettfest, dem NDR Comedy Contest, Alfons und Gäste (SR), bei der St. Ingberter Pfanne im SWR und bei Pufpaffs Happy Hour.

## Auszeichnungen
- 2010: Bielefelder Kabarettpreis  (2. Jurypreis)
- 2013: Tuttlinger Krähe (1. Jurypreis)
- 2016: Scharfe Barte (3. Jurypreis)
- 2017: Tegtmeiers Erben (1. Jurypreis)[2]
- 2021: Dresdner Satirepreis (Publikumspreis)[3]

## Diskografie
- 2008: Immer gut, wenn einer da ist, der was weiß (mit Band), Audio-CD
- 2011: Scheiße, ist das schön, Audio-CD
- 2012: Hands on Heiland, Audio Doppel-CD
- 2015: Ich bin in der Brigitte, Live-CD
- 2019: Der große C. auf Simons Sofa (mit Band, u. a. Simon Eickhoff), Audio-CD
- 2021: Hoffnung für Abgehängte, Audio-CD